# Der Steinwandler
Der Steinwandler (Originaltitel: Vortex) ist die zwölfte Folge der ersten Staffel der US-amerikanischen Science-Fiction-Fernsehserie Star Trek: Deep Space Nine. Sie wurde in den Vereinigten Staaten über Syndication vermarktet und erstmals am 18. April 1993 auf verschiedenen Fernsehsendern ausgestrahlt. In Deutschland war sie zum ersten Mal am 3. April 1994 in einer synchronisierten Fassung auf Sat.1 zu sehen.

## Handlung
Im Jahr 2369 besucht ein Schiff der Miradornen die Raumstation Deep Space Nine. Sicherheitschef Odo, ein Formwandler, verdächtigt den Barbesitzer Quark, einen Ferengi, illegale Geschäfte mit der Besatzung des Schiffs zu planen, was der entrüstet zurückweist. Odo ist außerdem ein Fremder namens Croden aufgefallen, der vor kurzem aus dem Gamma-Quadranten auf die Station gekommen ist.
Als er glaubt, dass Odo gegangen ist, trifft sich Quark heimlich mit zwei Miradornen, den Zwillingsbrüdern Ah-Kel und Ro-Kel. Sie wollen ihm ein eiförmiges Objekt verkaufen, doch Quark macht überraschend einen Rückzieher. Er äußert Bedenken, weil es gestohlen sein könnte, was ihm zuvor jedoch egal war. Plötzlich betritt Croden den Raum. Er bedroht die Miradornen mit einer Waffe und fordert die Herausgabe des Objekts. Es kommt zum Kampf und Croden erschießt Ro-Kel. Odo, der sich als Trinkglas getarnt hatte, gibt sich zu erkennen. Er entwaffnet Croden und verhaftet ihn. Ah-Kel verlangt Rache für den Tod seines Bruders. Commander Sisko muss ihm das verweigern, verspricht aber, dass Croden vor Gericht gestellt wird. Odo stellt auch Quark und dessen Bruder Rom einige Fragen, denn er findet es verdächtig, dass Croden von Quarks geheimen Treffen mit den Miradornen wusste und mit einem Ferengi-Phaser bewaffnet war. Letztlich hat er jedoch nichts Handfestes gegen Quark vorzubringen. Odos Gespräch mit Croden nimmt eine ganz unerwartete Wendung. Der bezeichnet Quark als Wechselbalg und behauptet, er habe bereits jemanden wie ihn gesehen. Für Odo ist dies höchst interessant, denn über seine Herkunft weiß er bislang so gut wie nichts.
Odo erfährt durch weitere Befragungen, dass Quark für Croden offenbar eine Rückreise in den Gamma-Quadranten organisieren wollte, wenn dieser dafür den Überfall auf die Miradornen inszeniert. Quark wird sehr nervös, als Odo ihn darauf anspricht, denn er befürchtet, dass Ah-Kel hiervon Wind bekommt. Seine Sorge ist berechtigt, denn Ah-Kel hat inzwischen mit einigen Söldnern vor Odos Büro Stellung bezogen und verlangt die Herausgabe von Croden. Erst als Odo droht, ihn zu verhaften, zieht Ah-Kel wieder ab. Croden erzählt Odo, dass die Wechselbälger von seinem Planeten vertrieben wurden, doch er kennt einen Ort, an dem es noch welche gibt. Als Beweis für seine Behauptung zeigt er Odo einen kleinen Anhänger, der die gleiche formwandlerische Fähigkeit wie Odo besitzt. Stationsarzt Julian Bashir bestätigt, dass es sich um ein Lebewesen handelt, das tatsächlich entfernt mit Odo verwandt ist. Croden behauptet, er habe es zufällig in einem Asteroidenfeld innerhalb eines Nebels gefunden. Dort befände sich eine nicht verzeichnete Kolonie von Wechselbälgern. Croden bietet an, Odo dorthin zu führen.
Commander Sisko und Wissenschaftsoffizierin Jadzia Dax reisen mit dem Runabout Rio Grande durch das Wurmloch in den Gamma-Quadranten, um Crodens Heimatplaneten Rakhar zu finden. Dort verlangt man die sofortige Auslieferung von Croden, der wegen zahlreicher Verbrechen gesucht wird. Sisko kann dies schlecht ablehnen und stimmt zu, ihn innerhalb von zwei Tagen auszuliefern. Odo soll Croden in den Gamma-Quadranten überführen, doch es gibt ein Problem: Ah-Kel ist auf sein Schiff zurückgekehrt und droht, auf jedes Schiff zu schießen, dass Croden wegzubringen versucht. Odo muss auf eine List zurückgreifen: Er nutzt einen Frachter als Deckung, um mit seinem Runabout Ganges unbemerkt an Ah-Kels Schiff vorbeizukommen.
Während ihrer Reise erzählt Croden Odo, was ihm vorgeworfen wird. Auf seiner Heimatwelt gilt er als Staatsfeind. Die Strafe dafür ist die Tötung seiner Familie. Die beiden Ehefrauen von Croden wurden exekutiert, woraufhin er Rache an den Verantwortlichen nahm. In der Zwischenzeit hat Ah-Kel die Abreise Crodens bemerkt. Er kehrt auf die Station zurück und bedroht Quark, der ihm schließlich Crodens Reiseziel verrät. Sisko versucht, das Ablegen von Ah-Kels Schiff zu verzögern, was ihm aber nicht gelingt. Ah-Kel fliegt durch das Wurmloch und holt die Ganges schließlich ein, als diese den von Croden beschriebenen Nebel, den Chamra-Vortex, passiert. Croden steuert die Ganges in den Nebel hinein und kann das Miradornen-Schiff für eine Weile abschütteln. Er erreicht einen Asteroiden und behauptet, dort befände sich die Kolonie der Wechselbälger. Als er und Odo landen, ist dort jedoch niemand. Odo wirft Croden vor, ihn belogen zu haben. Croden gesteht, dass es keine Kolonie gibt, allerdings erzählt man sich in seiner Heimat tatsächlich Geschichten über Wechselbälger. Er hatte aber einen anderen wichtigen Grund, um hierher zurückzukehren. Er führt Odo zu einer Stasiskammer und nutzt seinen formwandelnden Anhänger, um sie zu öffnen. In der Kammer liegt Crodens Tochter Yareth. Die drei begeben sich zurück zur Ganges. Ah-Kel hat mittlerweile ihre Position ausfindig gemacht und eröffnet das Feuer. Odo wird von herabstürzenden Felsen getroffen und verliert das Bewusstsein. Croden will ihn jedoch nicht zurücklassen und trägt ihn zur Ganges.
Als Odo wieder zu sich kommt, wird die Ganges von Ah-Kels Schiff verfolgt. Er steuert sie daraufhin in eine Ansammlung von hoch entzündlichem Gas. Als Ah-Kels Schiff ihm folgt, fliegt er schnell wieder fort. Als Ah-Kel auf die Ganges schießt, entzündet er durch sein eigenes Waffenfeuer das Gas und sein Schiff wird zerstört. Odo müsste jetzt eigentlich seine ursprüngliche Aufgabe fortführen und Croden auf seiner Heimat ausliefern. Da meldet sich auf einmal ein vulkanisches Raumschiff, das die Explosion registriert hat und Hilfe anbietet. Odo gibt an, Croden und Yareth wären Überlebende des zerstörten Schiffs, und bittet die Vulkanier darum, sie nach Vulkan mitzunehmen. Auf Rakhar will Odo aussagen, Croden sei beim Angriff der Miradornen getötet worden. Croden dankt Odo dafür, dass er ihm ein gemeinsames Weiterleben mit seiner Tochter ermöglicht, und übergibt ihm zum Abschied seinen Anhänger.

## Verbindungen zu anderen Star-Trek-Produktionen
Zwei Besatzungsmitglieder von Ah-Kels Raumschiff werden im Drehbuch der Folge als acamarianische Sammler bezeichnet. Dies ist ein Verweis auf Folge 3.09 (Yuta, die Letzte ihres Clans) von Raumschiff Enterprise – Das nächste Jahrhundert, die ebenfalls von Sam Rolfe geschrieben wurde und in der dieses Volk erstmals vorkam.
Einige Elemente aus dieser Folge wurden in späteren Star-Trek-Produktionen wieder aufgegriffen:
- Dies ist die erste Folge der Serie, in der für Odo die Bezeichnung Changeling (Wechselbalg) anstelle von Shapeshifter (Formwandler) verwendet wird.
- Die Nebenfigur Morn wird in dieser Folge erstmals beim Namen genannt. Weiterhin wird hier der Running Gag eingeführt, dass Morn zu viel redet, obwohl man ihm in gesamten Verlauf der Serie nie etwas sagen hört.
- Die Miradornen werden in Folge 5.26 (Zu den Waffen!) noch einmal erwähnt.

## Produktion

### Drehbuch
Peter Allan Fields hatte die Grundidee für eine Folge, die von dem Western Nackte Gewalt inspiriert sein sollte. Er engagierte daher Sam Rolfe, einen der beiden Drehbuchautoren von Nackte Gewalt, um die Folge zu schreiben.

### Darsteller
Die Hauptfigur Jake Sisko (Cirroc Lofton) hat in dieser Folge keinen Auftritt.
Randy Oglesby, Darsteller der beiden Miradornen Ah-Kel und Ro-Kel, hatte zuvor bereits unter dem Namen Thomas Oglesby ein Mitglied von Rivas Chor in Folge 2.05 (Der stumme Vermittler) von Raumschiff Enterprise – Das nächste Jahrhundert gespielt. Er spielte später noch drei weitere Gastrollen in je einer Folge von Star Trek: Deep Space Nine, Star Trek: Raumschiff Voyager und Star Trek: Enterprise. In Star Trek: Enterprise spielte er außerdem in zehn Folgen die Nebenfigur des Xindi Degra.
Kathleen Garrett, Darstellerin des vulkanischen Captains, spielte auch Tanis in Volke 6.22 (Die Muse) von Star Trek: Raumschiff Voyager.

### Modelle
Für das Raumschiff der Miradornen wurde von Ricardo Delgado ein neues Modell angefertigt. Es wurde später in mehreren Folgen von Raumschiff Enterprise – Das nächste Jahrhundert und Star Trek: Raumschiff Voyager zur Darstellung von Raumschiffen anderer außerirdischer Völker wiederverwendet.

### Effekte
Für die Darstellung des Chamra-Wirbels wurde die Ansicht des Mutara-Nebels aus dem Spielfilm Star Trek II: Der Zorn des Khan wiederverwendet.

## Rezeption
Keith DeCandido bewertete Der Steinwandler 2013 auf tor.com als eine durchschnittliche Folge von Star Trek: Deep Space Nine. Sie bietet für ihn einige interessante Ansätze, vor allem bezüglich Odos Herkunft. Auch fand er die Schauspielleistung von Cliff DeYoung überzeugend. Insgesamt fand DeCandido die Geschichte aber nicht spannend genug, um über die zahlreichen Ungereimtheiten hinwegzusehen. So kritisierte er etwa, dass es für Ah-Kel viel zu leicht sei, die Station unbefugt zu verlassen. Auch Odos formwandlerische Fähigkeiten fand er hier unglaubwürdig dargestellt, denn bei seiner Verwandlung in ein Trinkglas verändert er offenbar nicht nur seine Form, sondern auch seine Masse. Als ihn ein Stein am Kopf trifft, wird er bewusstlos, obwohl er als Formwandler doch über gar kein dem Menschen vergleichbares Gehirn verfügt.